# Саксаганский, Георгий Леонидович
Георгий Леонидович Саксаганский (13.07.1936—13.08.2017) — российский учёный, главный научный сотрудник АО «НИИЭФА», доктор технических наук, профессор.
Родился 13.07.1936 в Севастополе.
Окончил механико-машиностроительный факультет ЛПИ им. М. И. Калинина в 1959 году, и с тех пор работал в НИИЭФА: инженер, начальник лаборатории, начальник научно-исследовательского отдела (1980—1998), главный научный сотрудник (с 1999).
По совместительству — заведующий кафедрой термоядерной и ядерной энергетики в СПб государственном университете аэрокосмического приборостроения.
В 1972 году защитил кандидатскую диссертацию:
- Исследование вакуумных систем с распределенной газовой нагрузкой в электрофизической аппаратуре : диссертация … кандидата технических наук : 05.00.00. — Ленинград, 1972. — 169 с. : ил.

Позже защитил докторскую диссертацию (по «закрытой» теме).
Учёный в области электрофизического аппаратостроения, вакуумной техники и радиационного материаловедения. Руководил разработкой вакуумных систем крупнейших советских термоядерных установок, ускорителей заряженных частиц, мощных газоразрядных лазеров.
Лауреат премии Правительства Российской Федерации в области образования 2013 г.
Умер 13.08.2017 после тяжёлой и продолжительной болезни.
Сочинения:
- Вакуумные системы электрофизических установок [Текст] / А. А. Глазков, И. Ф. Малышев, Г. Л. Саксаганский. — Москва : Атомиздат, 1975. — 192 с. : ил.; 20 см.
- Сверхвысокий вакуум в радиационно-физическом аппаратостроении / [Г. Л. Саксаганский, Ю. Н. Котельников, М. Д. Малев и др.]; под ред. канд. техн. наук Г. Л. Саксаганского. — Москва : Атомиздат, 1976. — 288 с. : ил.; 22 см.
- Основы расчета и проектирования вакуумной аппаратуры [Текст]. — Москва : Машиностроение, 1978. — 77 с. : ил.; 21 см.
- Молекулярные потоки в сложных вакуумных структурах / Г. Л. Саксаганский. — Москва : Атомиздат, 1980. — 216 с. : ил.; 20 см
- Вакуум электрофизических установок и комплексов [Текст] / А. А. Глазков, Г. Л. Саксаганский. — Москва : Энергоатомиздат, 1985. — 185 с. : ил.; 21 см.
- Электрофизические вакуумные насосы / Г. Л. Саксаганский. — Москва : Энергоатомиздат, 1988. — 275,[2] с. : ил.; 22 см; ISBN 5-283-03913-7
- Современные турбомолекулярные и электрофизические насосы / Г. Л. Саксаганский. — Москва : ЦИНТИхимнефтемаш, 1981. — 105 с. : ил.; 19 см.

Автор воспоминаний:
- Страницы недавнего прошлого // Научно-исследовательский институт вакуумной техники им. С. А. Векшинского (1947—2007 г.) — 2007. — С. 124—144.